# Roulé (唱片公司)

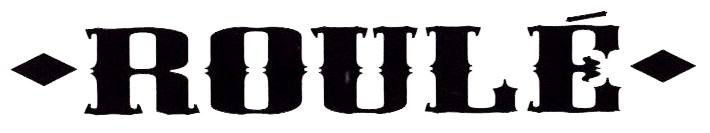
Roulé唱片标志图案

Roulé （直译：「卷起／滚动」） 是一家法国唱片公司，由前蠢朋克成员托马·班高尔特于1995年创立。Roulé有一个名为Scratché（直译：「刮擦／刮伤」）的副厂牌，该厂牌只发行了一张唱片，由音乐组合Buffalo Bunch （直译：野牛群／水牛群）其成员为保罗·德奥梅姆-克里斯托（Paul de Homem-Christo）和罗曼·塞奥（Romain Séo）。该唱片公司于2018年破产清算。

## 历史

### 1995年—1998年：开始发展
1995年，本高特发行了《Trax On Da Rocks》，这是该厂牌的第一张EP。 EP包括歌曲《What To Do》，这首歌后来被收录在2018年的电影《Climax》（直译：高潮）中。
1997年，艾伦·布拉克斯在一家夜总会遇到本高特后发行了《Vertigo》（眩晕），其中包括本高特的混音作品《Virgo Edit》。一年后，小罗伊·戴维斯发行了《Rock Shock》，其中包括本高特的另一首混音作品《Start-Stop Mix》。

### 1998年—2003年：《Music Sounds Better with You》和间歇
在歌曲《Vertigo》发行后，布拉克斯在巴黎的Rex Club演出，本高特担任键盘手，布拉克斯的朋友本杰明·戴蒙德担任主唱。他们为演出创作了《Music Sounds Better with You》的第一版，使用了1981年的夏卡·康歌曲“命运”的循环样本，使用采样器E-mu SP-1200进行采样。在对曲目进行润色后，该歌曲于1998年发行，在《公告牌》舞曲夜店歌曲榜上连续两周排名第一。
同年，本高特发行了《Trax On Da Rocks Vol.  2》，在官方单曲榜前100名中连续两周排名第83位。
1999年，Romanthony发行了《Hold On》，这首歌之前由他的唱片公司Black Male Records于 1994年发行。Roulé版本包含两个与Black Male 版本不同的混音。

### 2012年—2018年：后期发展和清盘
2012年，《Trax On Da Rocks》和其他专辑重新发行，使该厂牌短暂复兴。
2018年12月，Roulé唱片公司被本高特清算。
蠢朋克解散后，本高特为他的个人项目创建了一个名为Alberts & Gothmaan（托马斯·本高特的字谜）的新厂牌。

## 影响
Roulé被描述为一家颇具影响力的法国浩室厂牌， 其发行的作品“在浩室音乐中最具感染力”，将“永远吸引观众”。
尽管该厂牌成立于1995 年，并发行了多张 EP，但Roulé只发行了一张长曲：《不可逆转》原声带。在一次采访中，本高特曾表示：
|  | Roulé从来都不是一个真正的『厂牌』。它更像是一个渠道，每年都会发行一张唱片。我从未为此做过计划，也永远不会。它仅仅只是存在的东西。我知道对于居伊-曼努埃尔来说，Crydamoure更像是一个厂牌。 |

## 旗下艺人
- 托马斯·本高特
- 艾伦·布拉克斯（英语：Alan Braxe）
- Romanthony
- Together

## 相关链接
- Roulé (唱片公司)在Discogs上的作品集